# مسند زيد بن علي
مسند زيد بن علي هو أشهر وأهم كتب الحديث عند الزيديَّة، وهو شاملٌ لأحاديث جمعها عبد العزيز بن إسحاق البقال، وهي عن زيد عن آبائه إلى النبي محمد.

## تفصیل الکتاب
مجموعة أحادیث رواہ عن آبائه جمعھا عبد العزیز بن إسحاق البقال (متوفی 313 هـ)، رواہ عن زید أبو خالد عمر بن خالد الواسطی، یظھر من جامع التصانیف انه طبع في ایطالیا وھو غیر منسکه الاتي الموسوم بمنھاج الحاج، ومن شروح ھذا المسند المنھاج الحلی وآخر الشروح شرح العلامة القاضي حسین السیاغی وعلیه حاشیة السّید صارم الدِّین والسید عماد الدِّین، وطبع المسند أیضاً في مطبعة المعارف العلمیة بمصر في 1340 هـ وله مقدمة ذات فصول ثلاثة في ترجمة زید وفي خصوصیات مسندہ الموسوم بالمجموع الفقھی والمجموع الحدیثی لاقتصادہ علی الحدیث وفي ذکر بعض کتب أھل البیت، والمقدمة بقلم الشیخ عبد الواسع الواسعی وذکر اسنادہ إلی المسند وھو الذي رتبه علی عشرۃ أبواب أولھا باب الذکر۔